# Titularbistum Idebessus
Idebessus (ital.: Idebesso, griech.: Idebessos) ist ein Titularbistum der römisch-katholischen Kirche. 
Es geht zurück auf einen antiken Bischofssitz in der Stadt Idebessos in Lykien (lat.  Lycia) im Südwesten Kleinasiens.
| Titularbischöfe von Idebessus |                                                                 |                                |               |                   |
| Nr.                           | Name                                                            | Amt                            | von           | bis               |
| 1                             | Michael Browne OP Titularerzbischof pro hac vice Kardinaldiakon | Kurienkardinal                 | 5. April 1962 | 19. April 1962    |
| 2                             | Baptist Mudartha                                                | Weihbischof in Jhansi (Indien) | 6. Juli 1963  | 29. November 1967 |